# Liste der Universitäten in Singapur
Dies ist eine Liste der Universitäten in Singapur:

## Universitäten
| Gegründet | Name                                                 | Typ       | Studentenzahl |
| --------- | ---------------------------------------------------- | --------- | ------------- |
| 1905      | National University of Singapore (NUS)               | staatlich | 40.891        |
| 1956      | Management Development Institute of Singapore (MDIS) | privat    |               |
| 1964      | PSB Academy (PSB)                                    | privat    |               |
| 1964      | Singapore Institute of Management (SIM)              | privat    |               |
| 1981      | Nanyang Technological University (NTU)               | staatlich | 32.015        |
| 2000      | Singapore Management University (SMU)                | staatlich | 8.182         |
| 2003      | James Cook University Singapore                      | privat    |               |
| 2005      | Singapore University of Social Sciences (SUSS)       | staatlich | 14.648        |
| 2008      | Curtin Singapore                                     | privat    |               |
| 2009      | Singapore University of Technology and Design (SUTD) | staatlich | 1.341         |
| 2009      | Singapore Institute of Technology (SIT)              | staatlich | 6.000         |